# Shigeko Yuki
Shigeko Yuki (由起 しげ子, Yuki Shigeko, Sakai, 2 de dezembro de 1900 – 30 de dezembro de 1969) foi uma escritora japonesa.

## Biografia
Shigeko Yuki nasceu na cidade de Sakai, localizada na província de Osaka. A sua mãe faleceu quando Shigeko tinha dez anos. Em 1919, inscreveu-se numa escola feminina de Kobe para estudar música, mas a sua família opôs-se. Em 1924, casou-se com o pintor Usaburo Ihara (伊 原 宇 三郎, 1894-1976), com quem teve três filhos e uma filha, mas acabaram se separando em 1945. De 1925 a 1929, viveu na França, onde estudou composição e piano.
Depois de divorciar-se de Ihara, começou a escrever contos infantis por motivos financeiros. O editor-chefe da publicação Sakuhin (作品), Eiji Yagioka, encorajou-a a escrever romances. Mais tarde, ela escreveria sua experiência com o casamento em Yasashii otto (やさしい良人). Em vez de se concentrar na culpa pelo fim do casamento, Yuki escreve sobre a necessidade de independência neste trabalho. Resistir à tradição e lutar pela independência são pontos narrativos compartilhados por muitas das personagens femininas da autora. Em 1949, Yuki ganhou o 21º Prêmio Akutagawa com a obra Hon no hanashi (本の話), se tornando, no final dos seus quarenta anos, uma das poucas escritoras a aparecer nos anos imediatos ao fim da Segunda Guerra Mundial e a formar uma ponte entre as escritoras dos períodos pré e pós-guerra.
Em 1955, o livro Jochūkko (女中ッ子) foi adaptado para o cinema por Tomotaka Tasaka.
Morreu em dezembro de 1969, por envenenamento do sangue associado a uma diabetes mellitus.